# Universal Estocàstic (algorisme genètic)
El mètode de selecció proporcional a l'aptitud és un algorisme genètic proposat com a millora del mètode de Selecció de la ruleta
Va ser introduïda per Baker amb l'objectiu de minimitzar la dolenta distribució dels individus en la població en funció dels seus valors esperats.
Problemes
- Pot ocasionar convergència prematura.
- Fa que els individus més aptes es multipliquin molt ràpidament.
- No resol el problema de la selecció proporcional que busca que el nombre de còpies reals coincideixi amb els valors de còpies esperats.